# Pułki piechoty ludowego Wojska Polskiego
Pułki piechoty ludowego Wojska Polskiego – spis pułków piechoty ludowego Wojska Polskiego w latach 1943–1963, ich organizacja, geneza, podległość i przeformowania.

## Piechota w okresie wojny
W okresie od maja do grudnia 1943 roku, na terenie ZSRR, zostały sformowane dwie dywizje piechoty i jeden zapasowy pułk piechoty:
- 1 Polska Dywizja Piechoty im. Tadeusza Kościuszki (1, 2 i 3 pp)
- 2 Polska Dywizja Piechoty im. Henryka Dąbrowskiego (4, 5 i 6 pp)
- Pułk Zapasowy Piechoty

W styczniu 1944 roku, na terenie ZSRR, sformowano trzecią dywizję piechoty:
- 3 Polska Dywizja Piechoty im. Romualda Traugutta (7, 8 i 9 pp)

W kwietniu i maju 1944 roku, na terenie ZSRR, rozpoczęto formowanie czwartej dywizji piechoty oraz trzech zapasowych pułków piechoty (istniejący dotychczas zapasowy pułk piechoty otrzymał numer 1):
- 4 Polska Dywizja Piechoty im. Jana Kilińskiego (10, 11 i 12 pp)
- 2, 3 i 4 zapas. pp

W lipcu 1944 roku, w rejonie Żytomierza przystąpiono do organizacji kolejnych dwóch dywizji piechoty:
- 5 Polska Dywizja Piechoty (13, 14 i 15 pp)
- 6 Polska Dywizja Piechoty (16, 17 i 18 pp)

W sierpniu i wrześniu 1944 roku, na wyzwolonych terenach Polski, rozpoczęto formowanie dalszych czterech dywizji piechoty i jednego zapasowego pułku piechoty:
- 7 Polska Dywizja Piechoty (19, 20 i 21 pp)
- 8 Polska Dywizja Piechoty (22, 23 i 24 pp)
- 9 Polska Dywizja Piechoty (25, 26 i 27 pp)
- 10 Polska Dywizja Piechoty (28, 29 i 30 pp)
- 9 zapasowy pułk piechoty

15 września 1944 roku dokonano zmian w numeracji pułków piechoty wchodzących w skład poszczególnych dywizji:
| dotychczasowa numeracja 5 DP (13, 14 i 15 pp) 6 DP (16, 17 i 18 pp) 7 DP (19, 20 i 21 pp) 8 DP (22, 23 i 24 pp) 9 DP (25, 26 i 27 pp) 10 DP (28, 29 i 30 pp) | nowa numeracja 5 DP (13, 15 i 17 pp) 6 DP (14, 16 i 18 pp) 7 DP (31, 33 i 35 pp) 8 DP (32, 34 i 36 pp) 9 DP (26, 28 i 30 pp) 10 DP (25, 27 i 29 pp) |

Formowanie ostatnich dwóch dywizji zostało rozpoczęte w październiku 1944 roku:
- 11 Polska Dywizja Piechoty (20, 22 i 24 pp)
- 12 Polska Dywizja Piechoty (19, 21 i 23 pp)

W tym samym miesiącu rozformowany został jeden pułk piechoty (31), a dwa zapasowe bataliony piechoty zostały przeformowane w pułki (5 i 8).
Wszystkie dywizje miały tworzyć Front Polski w składzie trzech armii. W listopadzie 1944 roku koncepcja wystawienia frontu została zaniechana. W związku z powyższym rozformowano 11 i 12 DP, a z pozostałych dziesięciu dywizji utworzono dwie armie ogólnowojskowe. W grudniu 1944 roku z pozostałości 31 pp został sformowany 37 pp.
Wszystkie pułki piechoty były formowane według sowieckiego etatu Nr 04/501 pułku strzelców gwardii, natomiast zapasowe pułki piechoty według etatów Nr 04/188 i 04/299.
W latach 1943–1944 zostało sformowanych łącznie 37 pułków piechoty, z których siedem rozformowano, a ponadto utworzono siedem zapasowych pułków piechoty. Trzydzieści pułków piechoty wzięło udział w działaniach wojennych.
W styczniu 1945 roku w Rzeszowie, dla ujawniających się podziemnych oddziałów zbrojnych, został sformowany specjalny zapasowy pułk piechoty nr 2A.
Wiosną 1945 roku przystąpiono do rozbudowy Wojska Polskiego. W jej ramach rozpoczęto formowanie czterech dywizji piechoty, jednej szkolnej dywizji piechoty oraz przeformowano dwa zapasowe bataliony piechoty w pułki:
- 11 Polska Dywizja Piechoty (38, 40 i 42 pp)
- 12 Polska Dywizja Piechoty (39, 41 i 43 pp)
- 13 Polska Dywizja Piechoty (44, 46 i 48 pp)
- 14 Polska Dywizja Piechoty (45, 47 i 49 pp)
- 1 Szkolna Dywizja Piechoty (11, 12 i 13 szkolny pp)
- 6 zapasowy pułk piechoty
- 7 zapasowy pułk piechoty

Pułki piechoty organizowano według etatów Nr 04/551, szkolne pułki piechoty według etatów Nr 04/431, natomiast zapasowe pułki piechoty według etatów Nr 04/188.
Do 9 maja 1945 roku, do zakończenia działań wojennych w Europie, sformowano dwie dywizje piechoty (11 i 12), dywizję szkolną oraz przeformowano oba bataliony zapasowe. Organizacja kolejnych dwóch dywizji (13 i 14) została rozpoczęta z dniem 1 maja. Pułki 11 i 12 dywizji nie wzięły udziału w działaniach wojennych.
W połowie maja 1945 roku 4 Dywizja Piechoty została przekazana formującym się wojskom Korpusu Bezpieczeństwa Wewnętrznego, a w czerwcu tego roku na jej bazie utworzone trzy samodzielne pułki KBW i trzy samodzielne bataliony ochrony.
W sierpniu 1945 roku została podjęta decyzja o odtworzeniu 4 Dywizji Piechoty w oparciu o 4 i 5 Zapasowe Pułki Piechoty. Proces odtwarzania dywizji został zakończony w listopadzie 1945 roku.
Latem 1945 roku przystąpiono do organizacji czterech nowych dywizji piechoty:
- 15 Dywizja Piechoty (50, 53 i 54 pp)
- 16 Dywizja Piechoty (51, 55 i 60 pp)
- 17 Dywizja Piechoty (52, 56 i 61 pp)
- 18 Dywizja Piechoty (57, 62 i 65 pp)

W lipcu 1945 roku przygotowano etaty pokojowe. W pułkach zrezygnowano z dwóch kompanii fizylierów i kompanii sanitarnej. Zmniejszono do jednego liczbę plutonów rozpoznawczych, oraz rozformowano pluton chemiczny. W batalionach piechoty zmniejszono liczbę kompanii do dwóch a wprowadzono pluton fizylierów. Plutony: sanitarny i gospodarczy rozformowano. W pułkowej baterii armat 76 mm zredukowano do 2 liczbę plutonów ogniowych. Nowe elementy organizacyjne to: pułkowa szkoła podoficerska, kompania gospodarcza i izba chorych. Stan osobowy wynosił 1604 żołnierzy.

## Spis pułków piechoty
Kursywą oznaczono jednostki formowane w czasie mobilizacji. Symbol ® oznacza rozformowanie, natomiast strzałki – przeformowanie lub przemianowanie.
- pułk zapasowy piechoty 1943–1944 → 1 zapas. pp
- 1 Praski pułk piechoty 1943–1955 → 1 pz
- 1 zapasowy pułk piechoty 1944–1945 → 18 DP
- 2 Berliński pułk piechoty 1943–1955 → 2 pz
- 2 zapasowy pułk piechoty 1944–1945 ®
- 2A zapasowy pułk piechoty 1944–1945 ®
- 3 Berliński pułk piechoty 1943–1955 → 3 pz
- 3 pułk piechoty X – XII 1944 → 37 pp
- 3 zapasowy pułk piechoty 1944–1945 ®
- 3 Pułk Piechoty Morskiej 1959–1963 → 93 pdes 1963 → 3 pdes 1963 → 35 pdes
- 4 pułk piechoty im. Ludowych Partyzantów Ziemi Kieleckiej 1943–1962 → 4 pz
- 4 zapasowy pułk piechoty 1944–1945 → 16 DP
- 5 Kołobrzeski pułk piechoty 1943–1958 → 5 pz
- 5 zapasowy pułk piechoty 1945 ®
- 6 pułk piechoty 1943–1956 → 6 pz
- 6 zapasowy pułk piechoty 1945 → 18 DP
- 7 Kołobrzeski pułk piechoty 1944–1962 → 7 pz
- 7 zapasowy pułk piechoty 1945 → 18 DP
- 8 Bydgoski pułk piechoty 1944–1962 → 8 pz
- 8 zapasowy pułk piechoty 1944–1945 → 53 pp i 54 pp
- 9 Zaodrzański Pułk Piechoty 1944–1957 ®
- 9 Zaodrzański pułk piechoty 1957–1958 → 9 pz
- 9 zapasowy pułk piechoty 1944–1945 → 50 pp i 54 pp
- 10 pułk piechoty 1944–1945 → 1 zmotoryzowany pułk KBW i 8 samodzielny batalion ochrony
- 10 pułk piechoty 1945–1949 ®
- 11 pułk piechoty 1944–1945 → 13 specjalny pułk bezpieczeństwa KBW i 9 samodzielny batalion ochrony
- 11 pułk piechoty 1945–1962 → 11 pz
- 11 szkolny pułk piechoty 1945 → 18 DP
- 12 Kołobrzeski pułk piechoty 1944–1945 → 2 zmotoryzowany pułk KBW i 6 samodzielny batalion ochrony
- 12 Kołobrzeski pułk piechoty 1945–1962 → 12 pz
- 12 szkolny pułk piechoty 1945 → 18 DP
- 13 pułk piechoty VIII-IX 1944 → 15 pp
- 13 pułk piechoty 1944–1957 ®
- 13 szkolny pułk piechoty 1945 → 18 DP
- 14 pułk piechoty VIII-IX 1944 → 13 pp
- 14 Kołobrzeski pułk piechoty 1944–1962 → 14 pz
- 15 pułk piechoty VIII-IX 1944 → 17 pp
- 15 pułk piechoty 1944–1957 ®
- 16 pułk piechoty VIII-IX 1944 → 14 pp
- 16 Kołobrzeski pułk piechoty 1944–1957 → 16 bpdes i 10 bpdes
- 17 pułk piechoty VIII-IX 1944 → 16 pp
- 17 pułk piechoty 1944–1962 → 17 pz
- 18 Kołobrzeski pułk piechoty 1944–1955 ®
- 19 pułk piechoty VIII – IX 1944 → 31 pp
- 19 pułk piechoty X – XI 1944 ®
- 20 pułk piechoty VIII – IX 1944 → 33 pp
- 20 pułk piechoty X – XI 1944 ®
- 21 pułk piechoty VIII – IX 1944 → 35 pp
- 21 pułk piechoty X – XI 1944 ®
- 22 pułk piechoty VIII – IX 1944 → 36 pp
- 22 pułk piechoty IX – XI 1944 ®
- 23 pułk piechoty VIII – IX 1944 → 34 pp
- 23 pułk piechoty X – XI 1944 ®
- 24 pułk piechoty VIII – IX 1944 → 32 pp
- 24 pułk piechoty X – XI 1944 ®
- 25 pułk piechoty IX 1944 → 26 pp
- 25 pułk piechoty 1944–1949 ®
- 25 zapasowy pułk piechoty Armii
- 26 pułk piechoty IX 1944 → 28 pp
- 26 pułk piechoty 1944–1952 ®
- 26 pułk piechoty 1952–1957 ®
- 27 Pułk Piechoty IX 1944 → 30 pp
- 27 pułk piechoty 1944–1950 → 27 pz
- 28 pułk piechoty 1944–1957 ®
- 29 pułk piechoty 1944–1950 → 29 pz
- 30 pułk piechoty
- 31 pułk piechoty IX – X 1944 ®
- 32 pułk piechoty
- 33 Nyski pułk piechoty 1944–1956 → 33 pz
- 34 Budziszyński pułk piechoty 1944–1950 → 34 pz 1950–1958 → 34 pp
- 34 Budziszyński pułk piechoty 1958–1963 → 34 pdes
- 35 pułk piechoty 1944–1956 ®
- 36 Łużycki Pułk Piechoty 1944–1956 → 36 pz
- 37 pułk piechoty 1944–1956 ®
- 38 pułk piechoty 1945–1957 → 38 pz
- 39 pułk piechoty 1945–1950 → 39 pz
- 40 pułk piechoty 1945–1950 → 40 pz
- 41 pułk piechoty 1945–1958 → 41 pz
- 42 pułk piechoty 1945–1950 → 42 pz
- 43 pułk piechoty 1945–1957 → 9 pp
- 44 pułk piechoty 1945–1946 ®
- 45 pułk piechoty im. Ludowych Partyzantów Ziemi Lubelskiej 1945–1962 → 45 pz
- 46 pułk piechoty 1945–1946 ®
- 47 pułk piechoty 1945–1952 → 47 pz
- 48 pułk piechoty 1945–1946 ®
- 49 pułk piechoty 1945–1957 → 49 pz
- 50 pułk piechoty 1945–1957 → 50 pz
- 51 Kościerski pułk piechoty 1945–1949 ®
- 52 pułk piechoty 1945–1946 ®
- 53 pułk piechoty 1945–1955 → 53 pz 1955–1957 ®
- 54 pułk piechoty 1945–1955 ®
- 55 Elbląski pułk piechoty 1945–1949 → 55 pz
- 56 pułk piechoty 1945–1946 ®
- 57 pułk piechoty 1945–1956 ®
- 60 Kartuski pułk piechoty 1945–1949 ®
- 61 pułk piechoty 1945–1946 ®
- 62 pułk piechoty 1945–1956 ®
- 65 pułk piechoty 1945–1956 ®
- 66 pułk piechoty 1951–1955 → 66 pz 1955–1957 ®
- 70 pułk piechoty 1951–1957 ®
- 74 pułk piechoty 1951–1952 ®
- 75 pułk piechoty 1951–1957 → 75 pz
- 76 pułk piechoty 1958–1963 → 76 pdes 1963 ®
- 77 pułk piechoty 1951–1952 ®
- 78 pułk piechoty 1951–1955 ®
- 79 Pomorski pułk piechoty 1958–1963 → 79 pdes 1963–1967 → 4 pdes
- 80 pułk piechoty 1951–1952 ®
- 81 pułk piechoty 1951–1952 ®
- 83 pułk piechoty 1951–1952 ®
- 84 pułk piechoty 1951–1957 ®
- 85 pułk piechoty 1951–1955 ®
- 86 pułk piechoty 1951–1952 ®
- 87 pułk piechoty 1951–1955 ®
- 88 pułk piechoty 1951–1955 ®
- 90 pułk piechoty 1951–1955 ®
- 91 pułk piechoty 1951–1956 ®
- 92 pułk piechoty1951–1952 → 26 pp
- 93 pułk desantowy
- 94 pułk piechoty 1951–1955 → 94 pz 1955–1967 → 37 pz
- 95 pułk piechoty 1951–1955 ®
- 96 pułk piechoty 1951–1955 ®
- 97 pułk piechoty 1951–1952 ®
- 98 pułk piechoty 1951–1952 ®
- 103 Zapasowy Pułk Piechoty Armii – formowany w Międzyrzeczu przez 17 pp[1]
- 104 Pułk Piechoty 1953–1956 ®
- 111 Zapasowy Pułk Piechoty Naczelnego Dowództwa – formowany w Szczakowej przez 78 i 36 pp[2]
- 112 Zapasowy Pułk Piechoty Naczelnego Dowództwa – formowany w Gliwicach przez 37 pp[2]
- 113 Zapasowy Pułk Piechoty Naczelnego Dowództwa – formowany w Nysie przez 33 i 95 pp[2] → 25 Zapasowy Pułk Piechoty Armii
- 116 Zapasowy Pułk Piechoty Naczelnego Dowództwa– formowany w Zgorzelcu przez 85 i 90 pp[1]
- 121 Zapasowy Pułk Piechoty Armii– formowany w Ciborzu przez 13 pp[1]
- 162 Pułk Piechoty 37 DP
- 170 Pułk Piechoty 37 DP
- 178 Pułk Piechoty 37 DP